# 와와스프링스 칼데라

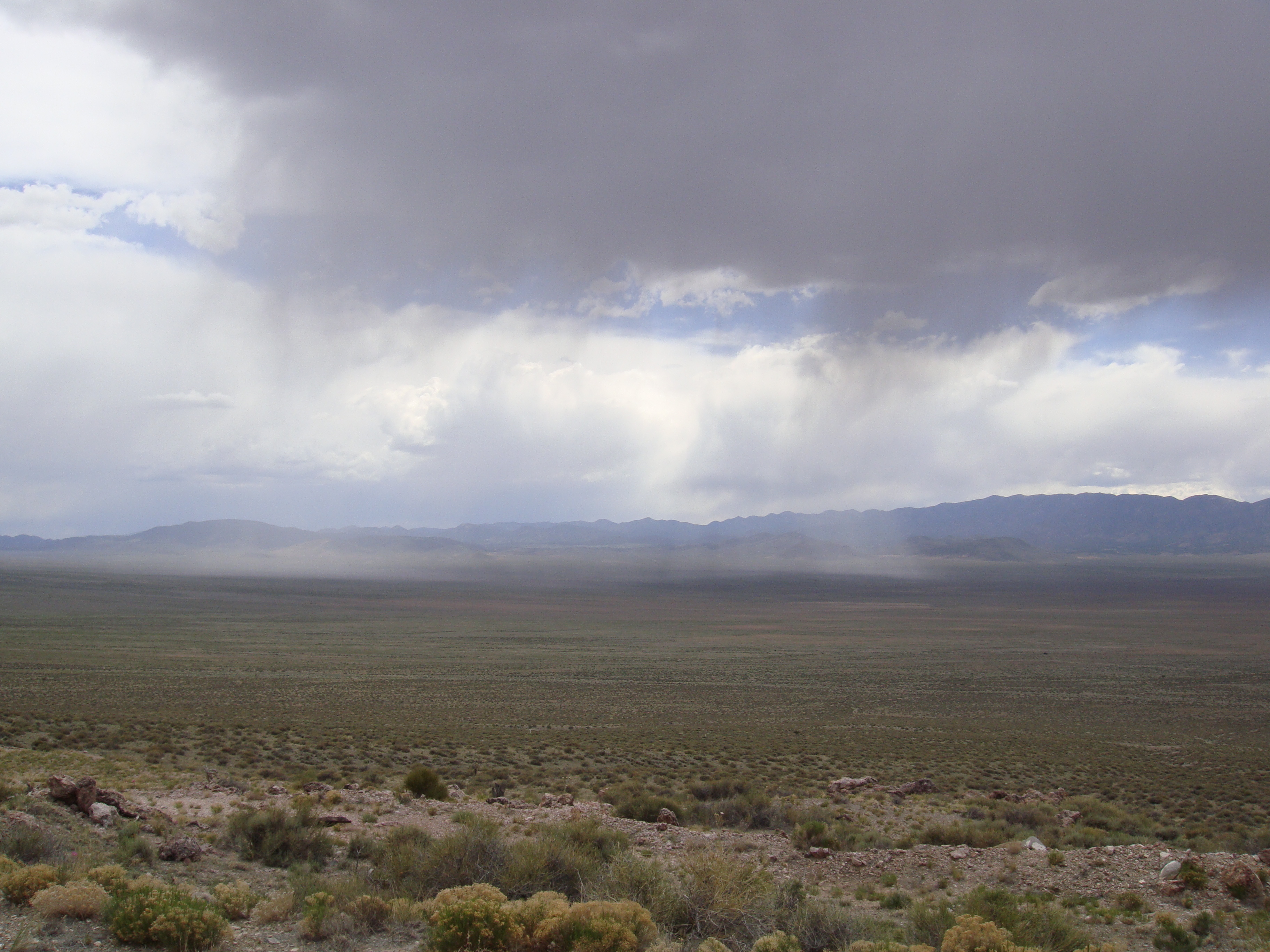
미국 와와계곡과 와와산맥의 모습. 멀리 여름 폭풍우가 보인다.

와와스프링스 칼데라(Wah Wah Springs Caldera)는 2013년 미국 유타주 남부 네바다주와의 경계 인근인 와와스프링스 마을에서 발견된 초화산의 분화 잔해이다. 옐로스톤 칼데라보다 크기가 30배 정도 되며, 유타주 남부의 여러 화산성 지형과 여러 화산이 이 와와스프링스 칼데라의 활동으로 만들어졌다.
지금으로부터 약 3,006만년 전 올리고세 초기에 와와스프링스 응회암의 형태로 5,500~5,900 km3 부피의 테프라를 분출했다. 이곳은 인디언피크-칼리엔테 칼데라 복합체(Indian Peak-Caliente Caldera Complex) 중 가장 큰 규모로 최대 두께가 500 m가 넘는 지층이 곳곳에 존재한다. 지구 역사상 알려진 가장 큰 단일 폭발성 분화이자 백악기-고진기 대량절멸 운석충돌 이후 지구에서 발생한 두 번째로 큰 에너지 분출 사건으로 꼽힌다.

## 같이 보기
- 가장 큰 화산 분화 목록